# 누구를 위하여 종은 울리나 (영화)
《누구를 위하여 종은 울리나》(영어: For Whom the Bell Tolls)은 1943년에 개봉한 미국 영화이며 1940년에 나온 어니스트 헤밍웨이의 동명소설을 영화화한 것이다. 16회 아카데미 시상식에서 9개 부문(작품상, 남우주연상, 여우주연상, 남우조연상, 여우조연상, 촬영상, 음악상, 편집상, 미술상)에 후보에 올라 이 중에서 여우조연상(카티나 팍시누)을 수상했다.

## 줄거리
스페인 내전 동안, 전전 스페인에 살았던 미국인 언어 교사 로버트 조던은 국제여단에서 프란시스코 프랑코의 군대에 맞서 싸운다. 숙련된 폭파 전문가인 조던은 적진 뒤로 가서 지역 반파시스트 게릴라들의 도움을 받아 중요한 다리를 파괴하라는 명령을 받는다. 다리는 다가오는 파시스트에 대한 공격에 대응하기 위해 적군이 건너는 것을 막기 위해 폭파되어야 한다.

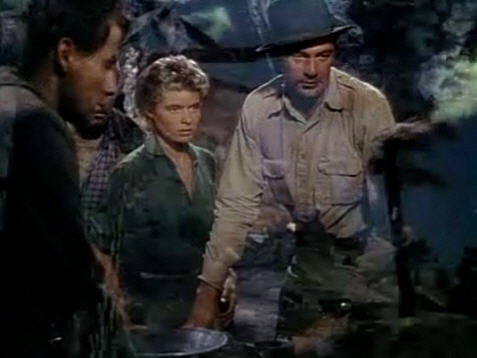
게릴라 전사들이 임무를 계획한다.

조던은 지역 게릴라 전사들과 조던의 연락책 역할을 할 게릴라 전사 안셀모 노인을 만난다. 안셀모는 조던을 파블로라는 중년 남자가 이끄는 공화파 게릴라 그룹으로 안내한다. 조던은 게릴라 중 한 명인 젊은 여자 마리아와 사랑에 빠진다. 마리아의 삶은 전쟁 발발 당시 팔랑헤주의자들 ( 파시스트 연합의 일부)에 의해 부모님이 처형되고 그녀가 집단 강간당하면서 산산조각 났다. 조던은 강한 의무감을 가지고 있는데, 이는 게릴라 지도자 파블로가 다리 폭파 작전을 돕는 데 망설이는 것과 충돌한다. 이는 파블로와 그의 부대를 위험에 빠뜨릴 것이기 때문이다. 동시에 조던은 마리아에 대한 사랑에서 비롯된 삶에 대한 새로운 열망을 키운다. 파블로의 아내 필라르는 파블로를 대신하여 그룹 리더가 되고 조던의 임무에 게릴라들의 충성을 맹세한다. 그러나 엘 소르도가 이끄는 또 다른 반파시스트 게릴라 부대가 절박한 최후의 항전에서 포위되어 전멸당하자, 파블로는 다리 파괴를 막고 그로 인해 그의 캠프에 대한 파시스트의 보복을 피하기를 바라며 조던의 다이너마이트 폭파 장비를 파괴한다. 나중에 파블로는 동료들을 버린 것을 후회하고 작전을 돕기 위해 돌아온다.

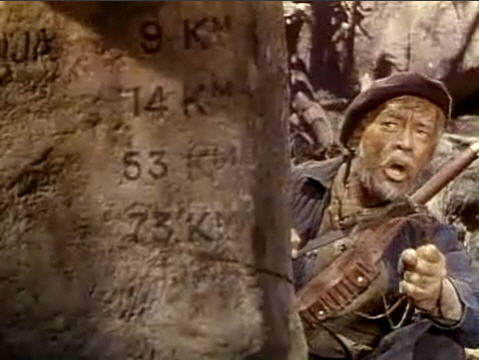
로버트 조던의 길잡이 역할을 하는 노인 안셀모 (블라디미르 소콜로프 연기).

그러나 다가오는 공격을 통보받은 적군은 공화파를 대규모로 기습할 준비를 마쳤고, 다리를 폭파하는 것이 참패를 막는 데 큰 도움이 될 것 같지 않다. 그럼에도 불구하고 조던은 파시스트 증원군이 아군을 압도하는 것을 막기 위해 다리를 폭파해야 한다고 생각한다. 파블로가 파괴한 장비가 없자, 조던과 안셀모는 수류탄을 사용하여 다이너마이트를 폭파하는 대체 방법을 즉흥적으로 고안한다. 조던은 수류탄에 전선을 연결하여 멀리서도 핀을 뽑을 수 있도록 한다. 이 즉흥적인 계획은 기존의 기폭장치를 사용하는 것보다 훨씬 위험한데, 남자들이 폭발에 더 가까이 접근해야 하기 때문이다.
게릴라 전사들(파블로, 필라르, 마리아)이 조던과 안셀모를 위한 교란 작전을 벌이는 동안, 두 남자는 다이너마이트를 설치하고 폭파하는데, 이 과정에서 안셀모는 무너지는 다리 파편에 맞아 목숨을 잃는다. 게릴라들이 말을 타고 탈출하는 동안, 조던은 파시스트 탱크가 그의 말을 쏘아 쓰러뜨리면서 다리에 부상을 입는다. 조던은 다리가 느껴지지 않고 동료들이 그를 구하기 위해 멈춘다면 그들도 잡히거나 죽을 것이라는 것을 안다. 그는 마리아에게 작별을 고하고 그녀가 살아남은 게릴라들과 함께 안전하게 탈출하도록 한다. 루이스 기관총으로 무장한 그는 말을 탄 파시스트 병사들이 총구에 들어올 때까지 기다린다. 그리고 방아쇠를 당겨 다가오는 병사들에게 휩쓸듯이 사격을 가한다. 영화는 조던이 루이스 기관총을 카메라를 향해 직접 발사하는 장면으로 끝난다.

## 출연
- 게리 쿠퍼 - 로버트 조던
- 잉그리드 버그먼 - 마리아
- 아킴 타미로프 - 파블로
- 카티나 팍시누 - 필라
- 블라디미르 소콜로프 - 안셀모

## 한국판 성우진

### TBC (1979년 2월 10일)
- 유강진 - 로버트 조던(게리 쿠퍼)
- 장유진 - 마리아(잉그리드 버그먼)
- 최응찬 - 살라모(블라디미르 소콜로프)
- 박상일 - 페르난도(포투니오 보나노바)
- 노민 - 파블로(아킴 타미로프)
- 김을동 - 필라(카티나 팍시누)
- 최흘 - 괼츠(레오 불가코프)
- 이강룡 - 라파엘(미하일 라즘니)
- 김성겸 - 듀발(존 마이롱)
- 김병관 - 아구스틴(아르투로 데 코르도바)
- 김정경 - 엘 소르도(조셉 칼레이아)

### MBC (1991년 9월 28일)
- 유강진 - 로버트 조던(게리 쿠퍼)
- 송도영 - 마리아(잉그리드 버그먼)
- 노민 - 파블로(아킴 타미로프)
- 탁재인 - 아구스틴(아르투로 데 코르도바)
- 황일청 - 안셀모(블라디미르 소콜로프)
- 한영숙 - 필라(카티나 팍시누)
- 윤지하
- 홍승옥
- 이성
- 권혁수
- 이종오
- 신성호